# Iris (Mythologie)

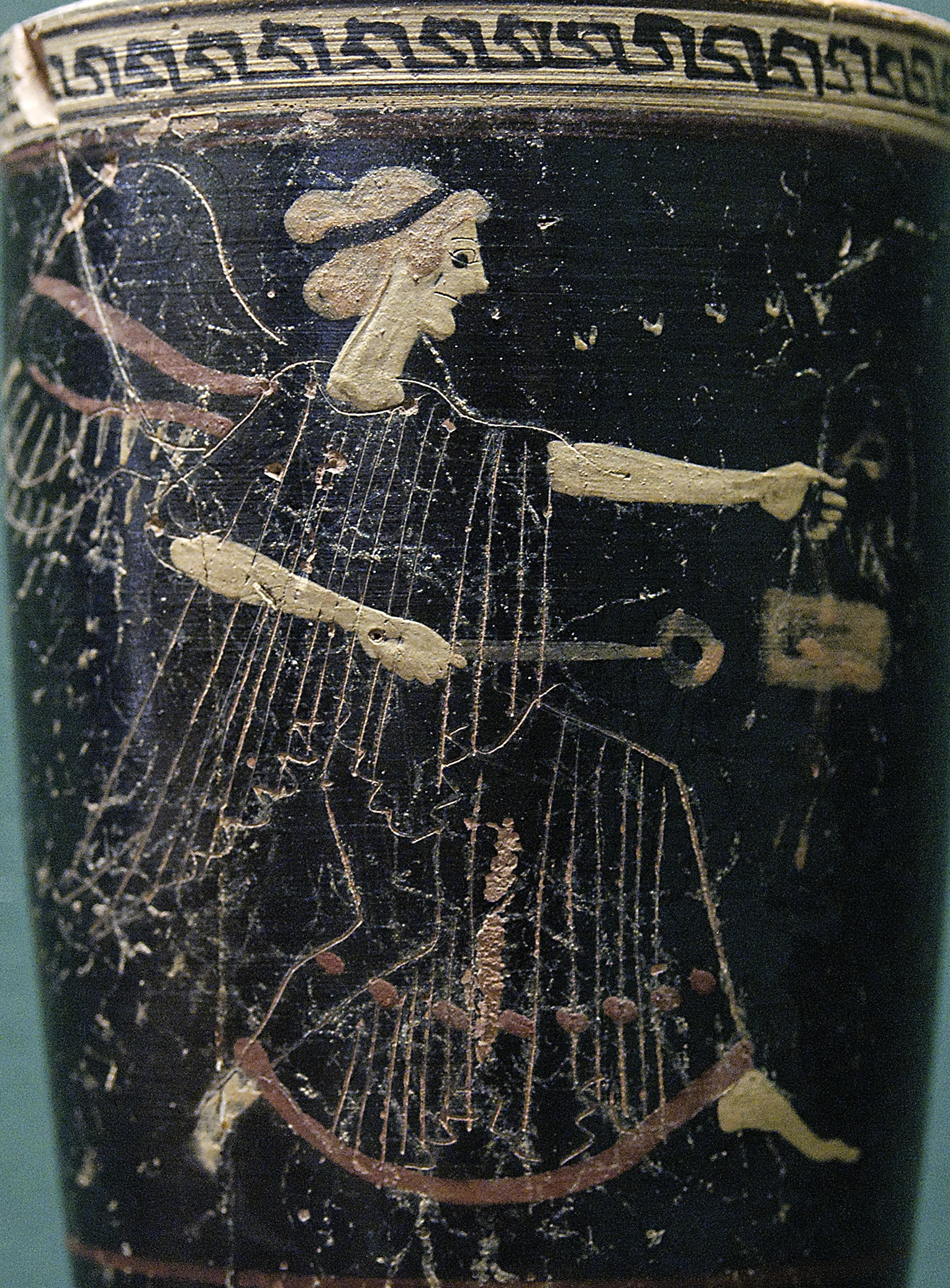
Iris auf einer Lekythos des Diosphos-Malers, um 500–490 v. Chr.

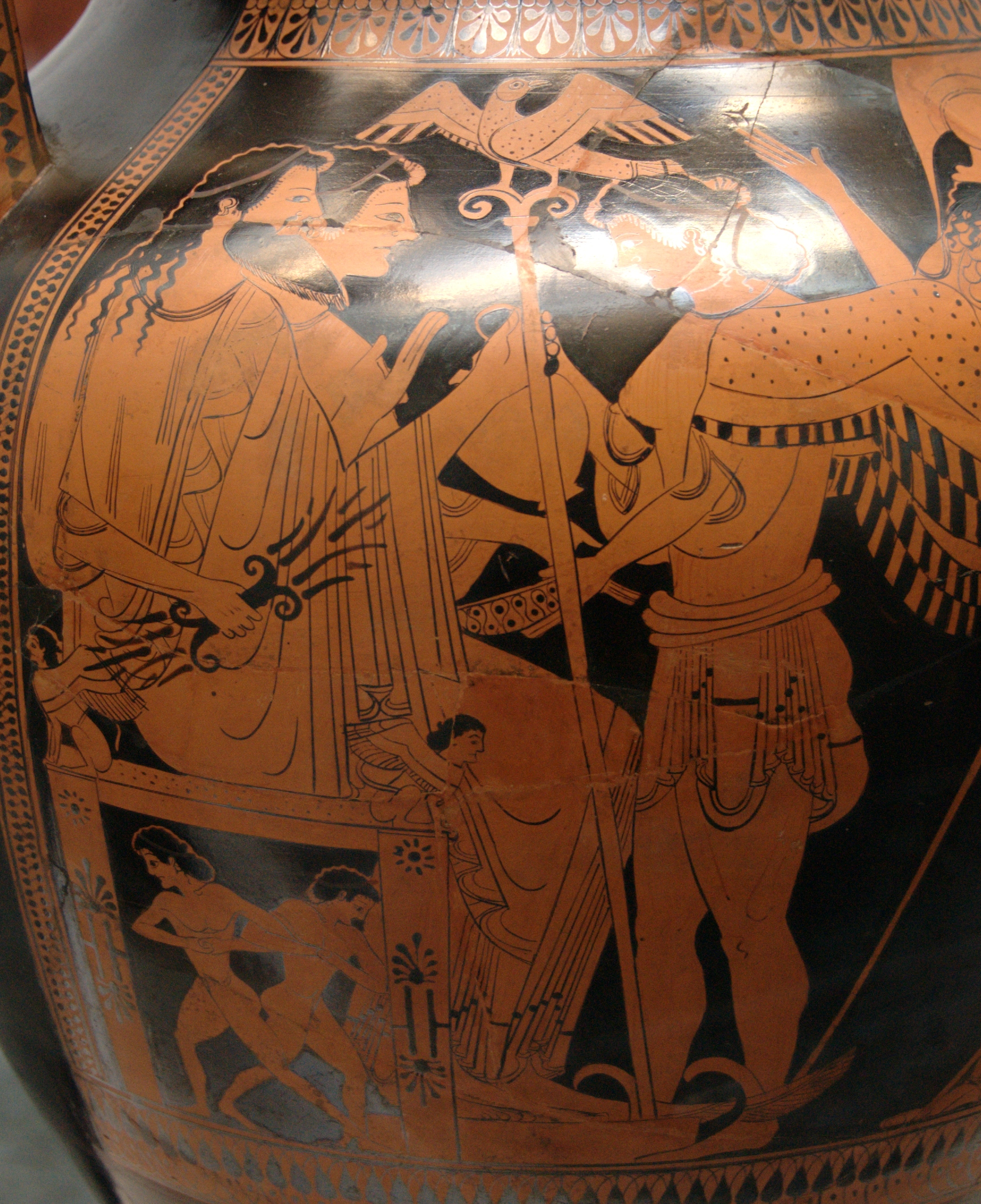
Zeus, Hera und Iris. Bauchamphora des Nikoxenos-Malers, um 500 v. Chr.

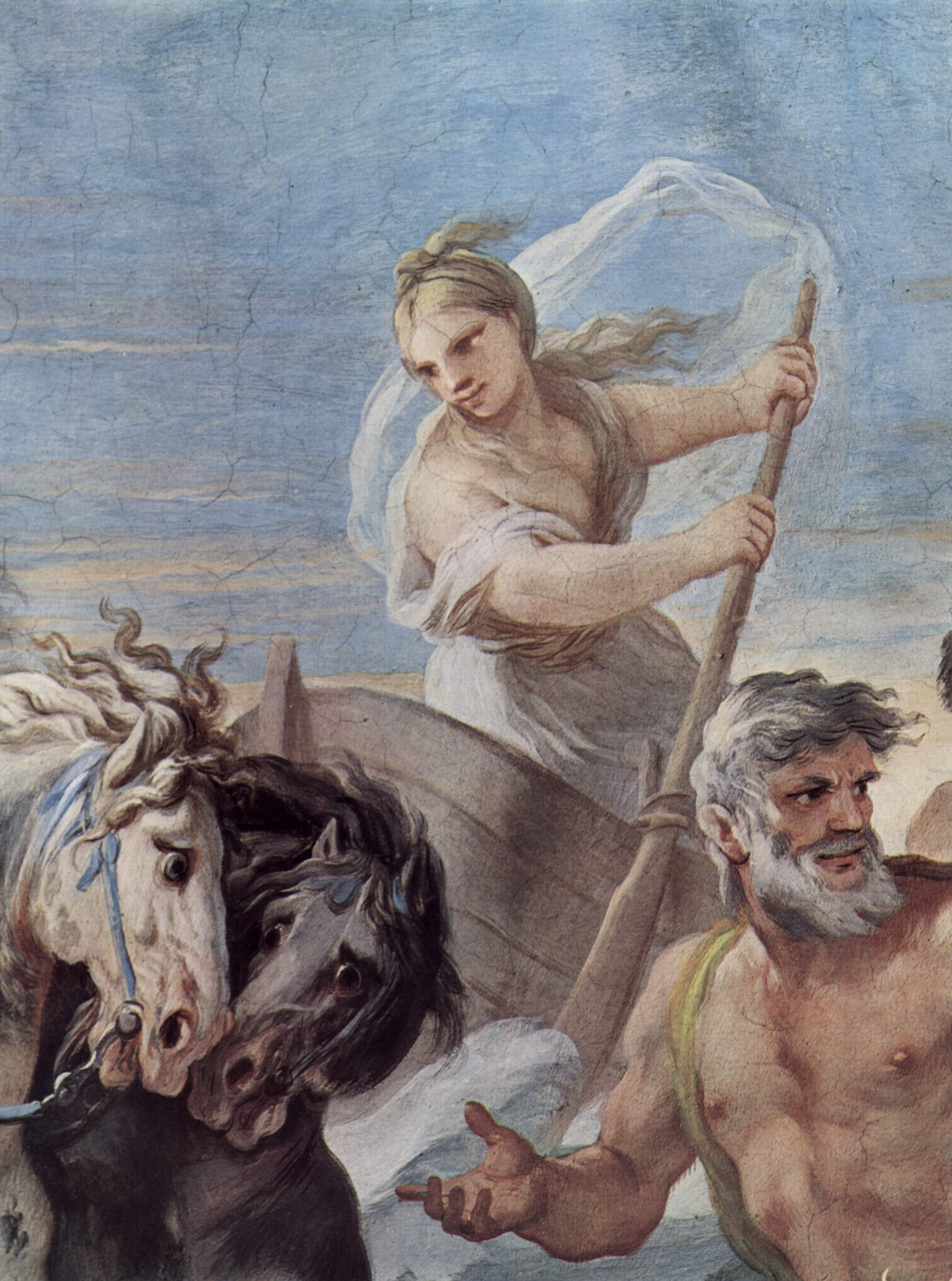
Fresko von Luca Giordano (1632–1705)

Iris (altgriechisch Ἴρις Íris, deutsch ‚Regenbogen‘) ist eine Gottheit der griechischen Mythologie. Sie ist die Personifikation des Regenbogens und kann nach der physikalischen Vorstellung der damaligen Griechen Winde erzeugen. In der Mythologie hat sie meist die Funktion einer jungfräulichen, geflügelten Götterbotin, vorzugsweise der Göttin Hera. 

## Mythos
Nach Hesiod ist sie die Tochter des Thaumas und der Elektra und Schwester der Harpyien und der Arke, bei Alkaios von Lesbos ist sie von Zephyr die Mutter des Eros.
In Homers Ilias wird sie als Botin der Götter bezeichnet und übt diese Funktion vielfach für verschiedene Götter aus: Zeus sendet sie zu den Troern, um sie zu warnen; zu Helena, damit sie vom Turm aus die Heere betrachte; Hera und Athene entgegen, um diese vom Eintritt in den Kampf abzuhalten; zu Hektor, um ihm einen Rat für den Kampf gegen Agamemnon zu überbringen; zu Poseidon, um diesen zum Rückzug aus dem Kampf zu bewegen; zu Thetis ins Meer, um sie zur Götterversammlung zu holen; und zu Priamos, damit dieser von Achilleus den Leichnam Hektors auslöst. Von Hera wird sie gemeinsam mit Apollon zu Zeus und ohne Zeus’ Wissen heimlich zu Achilleus geschickt. Sie geleitet auch Aphrodite aus der Schlacht, ohne einen entsprechenden Auftrag erhalten zu haben, und handelt aus eigenen Stücken, als sie die Bitten Achilleus’ vernimmt und, um ihm zu helfen, zu den Windgöttern eilt. In der Odyssee übt nicht sie, sondern Hermes die Funktion des Götterboten aus. Bemerkenswert ist in diesem Zusammenhang ein Homerischer Hymnos, in dem sie Demeter nicht zur Teilnahme an der Götterversammlung bewegen kann, Hermes damit aber erfolgreich ist.
Bei Hesiod hat Iris eine andere Funktion: Bricht Streit unter den Göttern des Olymps aus, schickt Zeus sie aus, um in ihrem goldenen Becher Wasser aus dem Fluss Styx zu holen. Leistet ein Gott einen Meineid auf dieses Wasser, verfällt er ein Jahr lang in Bewusstlosigkeit. Danach erwarten ihn noch weitere Strafen, und er ist auf neun Jahre von den Versammlungen, also auch von Nektar und Ambrosia, ausgeschlossen.
Ab dem Hellenismus wird sie zunehmend als persönliche Botin und Dienerin Heras betrachtet. In der Argonautika des Apollonios von Rhodos ist sie Wächterin der Hera und wird mit der Überbringung von Botschaften zugunsten der Argonauten an Thetis, Hephaistos und Aiolos beauftragt. Auch hier wird sie aus eigenem Antrieb tätig, als sie schlichtend in den Kampf zwischen ihren Schwestern, den Harpyien, und den beiden Argonauten Kalaïs und Zetes eingreift. Von Zeus als Strafe gesendet, raubten die Harpyien dem blinden Seher Phineus die Speisen. Kalaïs und Zetes kamen zu seiner Verteidigung. Nachdem Iris die Boreaden zur Vernunft gerufen und selbst auf die Wasser des Styx geschworen hatte, dass die Harpyien Phineus fortan in Ruhe lassen würden, ließen Verfolger und Verfolgte über den Strofades („Inseln der Wende“) voneinander ab.
Auch bei Vergil steht sie in Junos Diensten. Sie schneidet in Junos Auftrag Dido eine Locke ab, was eigentlich die Aufgabe Proserpinas ist, und löst so die Seele vom Geist. Sie versucht die Trojaner dazu zu überreden, sich bei Acestes niederzulassen und weist Turnus auf die Gelegenheit hin, das Lager der Trojaner zu erobern. Aber auch Jupiter nimmt ihre Dienste in Anspruch: Er schickt sie zu Juno, damit diese Turnus nicht weiter im Kampf unterstützt.
Bei Ovid wird sie ausdrücklich als Junos Botin bezeichnet (nuntia Iunonis), erhält aber auch weitere Aufgaben. Sie füllt die Regenwolken der Deukalionischen Flut mit Wasser, beregnet Juno nach ihrer Rückkehr aus der Unterwelt, um sie zu reinigen und setzt beinah Aeneas Schiffe in Brand. Als Botin bittet sie Somnus darum, Alcyone zu trösten, und überzeugt Hersilia davon, sich mit ihrem vergöttlichten Gatten Romulus zu vereinen, wodurch diese zur Göttin Hora wird.